# Team Lotus
Team Lotus var en brittisk formelbiltillverkare med ett formel 1-stall som startades av Colin Chapman 1952.
Stallet debuterade i formel 1 i Monacos Grand Prix 1958 och tävlade sedan under 37 säsonger till och med 1994. 

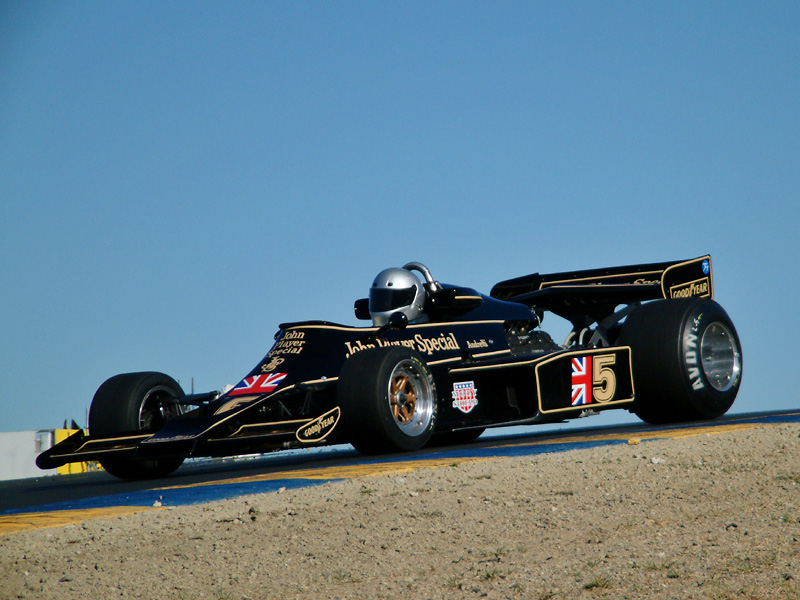
Mario Andrettis Lotus 77 från.

## F1-säsonger
| Säsong | Tävlingsnamn                                   | Bil                            | Motor                             | Däck | Poäng | VM-plac. | Förare 1                  | Förare 2           | Övriga förare                                                 |
| ------ | ---------------------------------------------- | ------------------------------ | --------------------------------- | ---- | ----- | -------- | ------------------------- | ------------------ | ------------------------------------------------------------- |
| 1958   | Team Lotus                                     | Lotus 12                       | Climax 2.0 L4                     | D    | 3     | 6:a      | Graham Hill               | Cliff Allison      | Alan Stacey                                                   |
| 1959   | Team Lotus                                     | Lotus 16                       | Climax 2.5 L4                     | D    | 5     | 4:a      | Innes Ireland             | Alan Stacey        | Graham Hill Pete Lovely                                       |
| 1960   | Team Lotus                                     | Lotus 18                       | Climax 2.5 L4                     | D    | 34    | 2:a      | Innes Ireland             | John Surtees       | Jim Clark Ron Flockhart Alberto Rodríguez Larreta Alan Stacey |
| 1961   | Team Lotus                                     | Lotus 21                       | Climax 1.5 L4                     | D    | 32    | 2:a      | Jim Clark                 | Innes Ireland      | Willie Mairesse Trevor Taylor                                 |
| 1962   | Team Lotus                                     | Lotus 24 Lotus 25              | Climax 1.5 V8                     | D    | 36    | 2:a      | Jim Clark                 | Trevor Taylor      |                                                               |
| 1962   | UDT Laystall Racing Team (BRP)                 | Lotus 24                       | BRM 1.5 V8                        | D    | 1     | 8:a      | -                         | -                  | -                                                             |
| 1963   | Team Lotus                                     | Lotus 25                       | Climax 1.5 V8                     | D    | 54    | 1:a      | Jim Clark                 | Trevor Taylor      | Peter Arundell Pedro Rodríguez Mike Spence                    |
| 1963   | British Racing Partnership Siffert Racing Team | Lotus 24                       | BRM 1.5 V8                        | D    | 4     | 8:a      | -                         | -                  | -                                                             |
| 1964   | Team Lotus                                     | Lotus 25 Lotus 33              | Climax 1.5 V8                     | D    | 37    | 3:a      | Jim Clark                 | Mike Spence        | Peter Arundell Walt Hansgen Gerhard Mitter Moisés Solana      |
| 1964   | Reg Parnell Racing                             | Lotus 25                       | BRM 1.5 V8                        | D    | 3     | 8:a      | -                         | -                  | -                                                             |
| 1965   | Team Lotus                                     | Lotus 25 Lotus 33              | Climax 1.5 V8                     | D    | 54    | 1:a      | Jim Clark                 | Mike Spence        | Gerhard Mitter Giacomo Russo Moisés Solana                    |
| 1965   | Reg Parnell Racing                             | Lotus 25 Lotus 33              | BRM 1.5 V8 BRM 1.9 V8             | D    | 2     | 8:a      | -                         | -                  | -                                                             |
| 1966   | Team Lotus                                     | Lotus 33                       | Climax 2.0 V8                     | F    | 8     | 6:a      | Jim Clark                 | Peter Arundell     | Pedro Rodríguez Giacomo Russo                                 |
| 1966   | Team Lotus                                     | Lotus 33 Lotus 43              | BRM 3.0 H16 BRM 1.9 V8 BRM 2.0 V8 | F    | 13    | 5:a      | Jim Clark                 | Peter Arundell     | Pedro Rodríguez                                               |
| 1967   | Team Lotus                                     | Lotus 43 Lotus 33              | BRM 3.0 H16 BRM 2.1 V8            | F    | 6     | 8:a      | Jim Clark                 | Graham Hill        |                                                               |
| 1967   | Team Lotus                                     | Lotus 33                       | Climax 2.0 V8                     | F    |       |          | Jim Clark                 |                    |                                                               |
| 1967   | Team Lotus                                     | Lotus 49                       | Ford Cosworth DFV 3.0 V8          | F    | 44    | 2:a      | Jim Clark                 | Graham Hill        | Giancarlo Baghetti Moisés Solana Eppie Wietzes                |
| 1968   | Team Lotus Gold Leaf Team Lotus                | Lotus 49                       | Ford Cosworth DFV 3.0 V8          | F    | 62    | 1:a      | Graham Hill               | Jackie Oliver      | Mario Andretti Bill Brack Jim Clark Moisés Solana             |
| 1969   | Gold Leaf Team Lotus                           | Lotus 49B Lotus 63             | Ford Cosworth DFV 3.0 V8          | F    | 47    | 3:a      | Graham Hill               | Jochen Rindt       | Mario Andretti Richard Attwood John Miles                     |
| 1970   | Gold Leaf Team Lotus                           | Lotus 49C Lotus 72 B Lotus 72C | Ford Cosworth DFV 3.0 V8          | F    | 59    | 1:a      | Jochen Rindt Reine Wisell | Emerson Fittipaldi | John Miles                                                    |
| 1971   | Gold Leaf Team Lotus                           | Lotus 72C Lotus 72D            | Ford Cosworth DFV 3.0 V8          | F    | 21    | 5:a      | Emerson Fittipaldi        | Reine Wisell       | Dave Charlton Dave Walker                                     |
| 1971   | World Wide Racing                              | Lotus 56B                      | Pratt & Whitney gasturbinmotor    | F    | 0     | 10:a     | Emerson Fittipaldi        |                    |                                                               |
| 1972   | John Player Team Lotus                         | Lotus 72D                      | Ford Cosworth DFV 3.0 V8          | F    | 61    | 1:a      | Emerson Fittipaldi        | Dave Walker        | Reine Wisell                                                  |
| 1972   | World Wide Racing                              | Lotus 72D                      | Ford Cosworth DFV 3.0 V8          | F    | 61    | 1:a      | Emerson Fittipaldi        |                    |                                                               |
| 1973   | John Player Team Lotus                         | Lotus 72D Lotus 72E            | Ford Cosworth DFV 3.0 V8          | G    | 92    | 1:a      | Emerson Fittipaldi        | Ronnie Peterson    |                                                               |
| 1974   | John Player Team Lotus                         | Lotus 72E Lotus 76             | Ford Cosworth DFV 3.0 V8          | G    | 42    | 4:a      | Ronnie Peterson           | Jacky Ickx         | Tim Schenken                                                  |
| 1975   | John Player Team Lotus                         | Lotus 72E                      | Ford Cosworth DFV 3.0 V8          | G    | 9     | 7:a      | Ronnie Peterson           | Jacky Ickx         | Jim Crawford Brian Henton John Watson                         |
| 1976   | John Player Team Lotus                         | Lotus 77                       | Ford Cosworth DFV 3.0 V8          | G    | 29    | 4:a      | Mario Andretti            | Gunnar Nilsson     | Bob Evans Ronnie Peterson                                     |
| 1977   | John Player Team Lotus                         | Lotus 78                       | Ford Cosworth DFV 3.0 V8          | G    | 62    | 2:a      | Mario Andretti            | Gunnar Nilsson     |                                                               |
| 1978   | John Player Team Lotus                         | Lotus 78 Lotus 79              | Ford Cosworth DFV 3.0 V8          | G    | 86    | 1:a      | Mario Andretti            | Ronnie Peterson    | Jean-Pierre Jarier                                            |
| 1979   | Martini Racing Team Lotus                      | Lotus 79                       | Ford Cosworth DFV 3.0 V8          | G    | 39    | 4:a      | Mario Andretti            | Carlos Reutemann   |                                                               |
| 1980   | Team Essex Lotus                               | Lotus 81                       | Ford Cosworth DFV 3.0 V8          | G    | 14    | 5:a      | Mario Andretti            | Elio de Angelis    | Nigel Mansell                                                 |
| 1981   | Team Essex Lotus John Player Team Lotus        | Lotus 81 Lotus 87              | Ford Cosworth DFV 3.0 V8          | M/G  | 22    | 7:a      | Elio de Angelis           | Nigel Mansell      |                                                               |
| 1982   | John Player Team Lotus                         | Lotus 87B Lotus 91             | Ford Cosworth DFV 3.0 V8          | G    | 30    | 5:a      | Elio de Angelis           | Nigel Mansell      | Geoff Lees Roberto Moreno                                     |
| 1983   | John Player Team Lotus                         | Lotus 93T Lotus 94T            | Renault 1.5 V6T Renault 1.5 V6T   | P    | 11    | 8:a      | Elio de Angelis           | Nigel Mansell      |                                                               |
| 1983   | John Player Team Lotus                         | Lotus 92                       | Ford Cosworth DFV 3.0 V8          | P    | 1     | 12:a     |                           | Nigel Mansell      |                                                               |
| 1984   | John Player Team Lotus                         | Lotus 95T                      | Renault 1.5 V6T                   | G    | 47    | 3:a      | Elio de Angelis           | Nigel Mansell      |                                                               |
| 1985   | John Player Special Team Lotus                 | Lotus 97T                      | Renault 1.5 V6T                   | G    | 71    | 4:a      | Elio de Angelis           | Ayrton Senna       |                                                               |
| 1986   | John Player Special Team Lotus                 | Lotus 98T                      | Renault 1.5 V6T                   | G    | 58    | 3:a      | Johnny Dumfries           | Ayrton Senna       |                                                               |
| 1987   | Camel Team Lotus Honda                         | Lotus 99T                      | Honda 1.5 V6T                     | G    | 64    | 3:a      | Satoru Nakajima           | Ayrton Senna       |                                                               |
| 1988   | Camel Team Lotus Honda                         | Lotus 100T                     | Honda 1.5 V6T                     | G    | 23    | 4:a      | Nelson Piquet             | Satoru Nakajima    |                                                               |
| 1989   | Camel Team Lotus                               | Lotus 101                      | Judd 3.5 V8                       | G    | 15    | 6:a      | Nelson Piquet             | Satoru Nakajima    |                                                               |
| 1990   | Camel Team Lotus                               | Lotus 102                      | Lamborghini 3.5 V12               | G    | 3     | 8:a      | Derek Warwick             | Martin Donnelly    | Johnny Herbert                                                |
| 1991   | Team Lotus                                     | Lotus 102B                     | Judd 3.5 V8                       | G    | 3     | 9:a      | Mika Häkkinen             | Johnny Herbert     | Julian Bailey Michael Bartels                                 |
| 1992   | Team Lotus                                     | Lotus 102D Lotus 107           | Ford HB 3.5 V8                    | G    | 13    | 5:a      | Mika Häkkinen             | Johnny Herbert     |                                                               |
| 1993   | Team Lotus                                     | Lotus 107B                     | Ford HB 3.5 V8                    | G    | 12    | 6:a      | Pedro Lamy                | Johnny Herbert     | Alex Zanardi                                                  |
| 1994   | Team Lotus                                     | Lotus 107C Lotus 109           | Mugen Honda 3.5 V10               | G    | 0     | 12:a     | Mika Salo                 | Alex Zanardi       | Philippe Adams Éric Bernard Johnny Herbert Pedro Lamy         |

| 1. USA 1961 2. Belgien 1962 3. Storbritannien 1962 4. USA 1962 5. Belgien 1963 6. Nederländerna 1963 7. Frankrike 1963 8. Storbritannien 1963 9. Italien 1963 10. Mexiko 1963 11. Sydafrika 1963 12. Nederländerna 1964 13. Belgien 1964 14. Storbritannien 1964 15. Sydafrika 1965 16. Belgien 1965 17. Frankrike 1965 18. Storbritannien 1965 19. Nederländerna 1965 20. Tyskland 1965 21. USA 1966 22. Nederländerna 1967 23. Storbritannien 1967 24. USA 1967 25. Mexiko 1967 26. Sydafrika 1968 27. Spanien 1968 28. Monaco 1968 29. Mexiko 1968 30. Monaco 1969 31. USA 1969 32. Monaco 1970 33. Nederländerna 1970 34. Frankrike 1970 35. Storbritannien 1970 36. Tyskland 1970 37. USA 1970 38. Spanien 1972 39. Belgien 1972 40. Storbritannien 1972 41. Österrike 1972 42. Italien 1972 43. Argentina 1973 44. Brasilien 1973 45. Spanien 1973 46. Frankrike 1973 47. Österrike 1973 48. Italien 1973 49. USA 1973 50. Monaco 1974 51. Frankrike 1974 52. Italien 1974 53. Japan 1976 54. USA West 1977 55. Spanien 1977 56. Belgien 1977 57. Frankrike 1977 58. Italien 1977 59. Argentina 1978 60. Sydafrika 1978 61. Belgien 1978 62. Spanien 1978 63. Frankrike 1978 64. Tyskland 1978 65. Österrike 1978 66. Nederländerna 1978 67. Österrike 1982 68. Portugal 1985 69. San Marino 1985 70. Belgien 1985 71. Spanien 1986 72. Detroit 1986 73. Monaco 1987 74. Detroit 1987 |

| 1. Portugal 1960 2. Monaco 1962 3. Frankrike 1962 4. Storbritannien 1962 5. Italien 1962 6. USA 1962 7. Sydafrika 1962 8. Monaco 1963 9. Nederländerna 1963 10. Frankrike 1963 11. Storbritannien 1963 12. Tyskland 1963 13. Mexiko 1963 14. Sydafrika 1963 15. Monaco 1964 16. Frankrike 1964 17. Storbritannien 1964 18. USA 1964 19. Mexiko 1964 20. Sydafrika 1965 21. Frankrike 1965 22. Storbritannien 1965 23. Tyskland 1965 24. Italien 1965 25. Mexiko 1965 26. Monaco 1966 27. Tyskland 1966 28. Nederländerna 1967 29. Belgien 1967 30. Frankrike 1967 31. Storbritannien 1967 32. Tyskland 1967 33. Kanada 1967 34. Italien 1967 35. USA 1967 36. Mexiko 1967 37. Sydafrika 1968 38. Monaco 1968 39. Storbritannien 1968 40. USA 1968 41. Spanien 1969 42. Nederländerna 1969 43. Storbritannien 1969 44. Italien 1969 45. USA 1969 46. Nederländerna 1970 47. Storbritannien 1970 48. Österrike 1970 49. Monaco 1972 50. Belgien 1972 51. Österrike 1972 52. Brasilien 1973 53. Spanien 1973 54. Belgien 1973 55. Sverige 1973 56. Storbritannien 1973 57. Nederländerna 1973 58. Österrike 1973 59. Italien 1973 60. Kanada 1973 61. USA 1973 62. Argentina 1974 63. Japan 1976 64. Spanien 1977 65. Belgien 1977 66. Sverige 1977 67. Frankrike 1977 68. Nederländerna 1977 69. Kanada 1977 70. Japan 1977 71. Argentina 1978 72. Brasilien 1978 73. Belgien 1978 74. Spanien 1978 75. Sverige 1978 76. Storbritannien 1978 77. Tyskland 1978 78. Österrike 1978 79. Nederländerna 1978 80. Italien 1978 81. USA 1978 82. Kanada 1978 83. Europa 1983 84. Brasilien 1984 85. Mall:Landsdata Dallas Dallas 1984 86. Portugal 1985 87. San Marino 1985 88. Monaco 1985 89. Kanada 1985 90. Detroit 1985 91. Italien 1985 92. Europa 1985 93. Australien 1985 94. Brasilien 1986 95. Spanien 1986 96. San Marino 1986 97. Detroit 1986 98. Frankrike 1986 99. Ungern 1986 100. Portugal 1986 101. Mexiko 1986 102. San Marino 1987 |

| 1. Belgien 1960 2. Portugal 1960 3. Nederländerna 1961 4. Monaco 1962 5. Belgien 1962 6. Storbritannien 1962 7. USA 1962 8. Sydafrika 1962 9. Belgien 1963 10. Nederländerna 1963 11. Frankrike 1963 12. Italien 1963 13. USA 1963 14. Mexiko 1963 15. Nederländerna 1964 16. Storbritannien 1964 17. Mexiko 1964 18. Sydafrika 1965 19. Belgien 1965 20. Frankrike 1965 21. Nederländerna 1965 22. Tyskland 1965 23. Italien 1965 24. Monaco 1967 25. Nederländerna 1967 26. Frankrike 1967 27. Kanada 1967 28. Italien 1967 29. USA 1967 30. Mexiko 1967 31. Sydafrika 1968 32. Italien 1968 33. Spanien 1969 34. USA 1969 35. Monaco 1970 36. Argentina 1973 37. Brasilien 1973 38. Sydafrika 1973 39. Spanien 1973 40. Monaco 1973 41. Nederländerna 1973 42. Kanada 1973 43. Monaco 1974 44. Nederländerna 1974 45. Sverige 1976 46. Belgien 1977 47. Sverige 1977 48. Frankrike 1977 49. Italien 1977 50. Kanada 1977 51. Sydafrika 1978 52. Belgien 1978 53. Spanien 1978 54. Tyskland 1978 55. Österrike 1978 56. Italien 1978 57. USA 1978 58. Europa 1983 59. Portugal 1985 60. Kanada 1985 61. Detroit 1985 62. Monaco 1987 63. Detroit 1987 64. Italien 1987 65. Australien 1989 |

## Andra stall
Lotus har också levererat bilar till andra formel 1-stall.
| Stall                               | Säsong | Konstruktör           | Antal lopp | Poäng |
| ----------------------------------- | ------ | --------------------- | ---------- | ----- |
| André Pilette                       | 1963   | Lotus-Climax          | 1          | 0     |
| Autosport Team Wolfgang Seidel      | 1962   | Lotus-BRM             | 4          | 0     |
| Bernard Collomb                     | 1963   | Lotus-Climax          | 2          | 0     |
| Bernard Collomb                     | 1964   | Lotus-BRM             | 1          | 0     |
| Brabham                             | 1962   | Lotus-Climax          | 5          | 0     |
| Brabham                             | 1963   | Lotus-Climax          | 1          | 0     |
| Brian Gubby                         | 1965   | Lotus-Climax          | 1          | 0     |
| BRP                                 | 1961   | Lotus-Climax          | 6          | 0     |
| BRP                                 | 1962   | Lotus-Climax          | 8          | 0     |
| BRP                                 | 1962   | Lotus-BRM             | 6          | 1     |
| BRP                                 | 1963   | Lotus-BRM             | 9          | 3     |
| BRP                                 | 1964   | Lotus-BRM             | 2          | 0     |
| Camoradi                            | 1961   | Lotus-Climax          | 4          | 0     |
| Clive Puzey                         | 1965   | Lotus-Climax          | 1          | 0     |
| Dennis Taylor                       | 1959   | Lotus-Climax          | 1          | 0     |
| Dorchester Service Station          | 1959   | Lotus-Climax          | 1          | 0     |
| Dupont Team Zerex                   | 1962   | Lotus-Climax          | 1          | 0     |
| DW Racing Enterprises               | 1965   | Lotus-Climax          | 2          | 0     |
| Ecurie Demi Litre                   | 1958   | Lotus-Climax          | 1          | 0     |
| Ecurie Excelsior                    | 1962   | Lotus-Climax          | 3          | 0     |
| Ecurie Filipinetti                  | 1962   | Lotus-Climax          | 2          | 0     |
| Ecurie Filipinetti                  | 1962   | Lotus-BRM             | 3          | 0     |
| Ecurie Filipinetti                  | 1963   | Lotus-BRM             | 1          | 0     |
| Ecurie Nationale Suisse             | 1962   | Lotus-Climax          | 1          | 0     |
| Ecurie Tomahawk                     | 1965   | Lotus-Ford            | 1          | 0     |
| Emeryson                            | 1962   | Lotus-Climax          | 1          | 0     |
| ENB                                 | 1961   | Lotus-Climax          | 2          | 0     |
| ENB                                 | 1962   | Lotus-Climax          | 1          | 0     |
| Ernest Pieterse                     | 1962   | Lotus-Climax          | 1          | 0     |
| Gerry Ashmore                       | 1961   | Lotus-Climax          | 3          | 0     |
| Gerry Ashmore                       | 1962   | Lotus-Climax          | 1          | 0     |
| J Frank Harrison                    | 1961   | Lotus-Climax          | 1          | 0     |
| J Wheeler Autosport                 | 1961   | Lotus-Climax          | 1          | 0     |
| Jim Hall                            | 1960   | Lotus-Climax          | 1          | 0     |
| Jim Hall                            | 1961   | Lotus-Climax          | 1          | 0     |
| Jim Hall                            | 1962   | Lotus-Climax          | 1          | 0     |
| Jo Bonnier                          | 1969   | Lotus-Ford            | 2          | 0     |
| John Dalton                         | 1962   | Lotus-Climax          | 2          | 0     |
| John Fisher                         | 1959   | Lotus-Climax          | 1          | 0     |
| John Mecom                          | 1962   | Lotus-Climax          | 1          | 0     |
| Kurt Kuhnke                         | 1963   | Lotus-Borgward        | 1          | 0     |
| Lawson                              | 1963   | Lotus-Climax          | 1          | 0     |
| Lawson                              | 1965   | Lotus-Climax          | 1          | 0     |
| Louise Bryden-Brown                 | 1961   | Lotus-Climax          | 2          | 0     |
| Mike Fisher                         | 1967   | Lotus-BRM             | 2          | 0     |
| Pete Lovely Volkswagen              | 1969   | Lotus-Ford            | 3          | 0     |
| Pete Lovely Volkswagen              | 1970   | Lotus-Ford            | 4          | 0     |
| Pete Lovely Volkswagen              | 1971   | Lotus-Ford            | 2          | 0     |
| Phil Hill                           | 1966   | Lotus-Climax          | 1          | 0     |
| Prince Gaetano Starrabba            | 1961   | Lotus-Maserati        | 1          | 0     |
| R R C Walker Racing Team            | 1960   | Lotus-Climax          | 5          | 16    |
| R R C Walker Racing Team            | 1961   | Lotus-Climax          | 8          | 16    |
| R R C Walker Racing Team            | 1962   | Lotus-Climax          | 6          | 0     |
| R R C Walker Racing Team            | 1968   | Lotus-Ford            | 11         | 9     |
| R R C Walker Racing Team            | 1969   | Lotus-Ford            | 11         | 6     |
| R R C Walker Racing Team            | 1970   | Lotus-Ford            | 12         | 3     |
| Rebaque                             | 1978   | Lotus-Ford            | 15         | 0     |
| Rebaque                             | 1979   | Lotus-Ford            | 12         | 0     |
| Reg Parnell Racing                  | 1963   | Lotus-Climax          | 2          | 0     |
| Reg Parnell Racing                  | 1963   | Lotus-BRM             | 5          | 0     |
| Reg Parnell Racing                  | 1964   | Lotus-BRM             | 10         | 3     |
| Reg Parnell Racing                  | 1965   | Lotus-BRM             | 10         | 2     |
| Reg Parnell Racing                  | 1966   | Lotus-BRM             | 9          | 4     |
| Reg Parnell Racing                  | 1967   | Lotus-BRM             | 2          | 0     |
| Revson Racing                       | 1964   | Lotus-BRM             | 5          | 0     |
| Robert Bodle                        | 1960   | Lotus-Climax          | 2          | 0     |
| Scuderia Colonia                    | 1961   | Lotus-Climax          | 7          | 0     |
| Scuderia Jolly Club                 | 1962   | Lotus-Climax          | 1          | 0     |
| Scuderia Scribante                  | 1962   | Lotus-Climax          | 1          | 0     |
| Scuderia Scribante                  | 1965   | Lotus-Climax          | 1          | 0     |
| Scuderia Scribante                  | 1970   | Lotus-Ford            | 1          | 0     |
| Scuderia Scribante                  | 1972   | Lotus-Ford            | 4          | 0     |
| Scuderia Scribante                  | 1973   | Lotus-Ford            | 1          | 0     |
| Scuderia SSS Republica di Venezia   | 1962   | Lotus-Climax          | 2          | 0     |
| Selby Auto Spares                   | 1963   | Lotus-BRM             | 1          | 0     |
| Siffert Racing Team                 | 1963   | Lotus-BRM             | 9          | 1     |
| Siffert Racing Team                 | 1964   | Lotus-BRM             | 1          | 0     |
| Taylor-Crawley Racing Team          | 1960   | Lotus-Climax          | 1          | 0     |
| Team Gunston                        | 1969   | Lotus-Ford            | 1          | 0     |
| Team Gunston                        | 1970   | Lotus-Ford            | 1          | 0     |
| Team Gunston                        | 1974   | Lotus-Ford            | 1          | 0     |
| Team Gunston                        | 1975   | Lotus-Ford            | 1          | 0     |
| Ted Lanfear                         | 1963   | Lotus-Ford            | 1          | 0     |
| Ted Lanfear                         | 1965   | Lotus-Ford            | 1          | 0     |
| Tim Parnell                         | 1961   | Lotus-Climax          | 2          | 0     |
| Tim Parnell                         | 1963   | Lotus-BRM             | 2          | 0     |
| Tim Parnell                         | 1963   | Lotus-Climax          | 2          | 0     |
| Tony Marsh                          | 1961   | Lotus-Climax          | 3          | 0     |
| World Wide Racing/Garvey Team Lotus | 1970   | Lotus-Ford            | 3          | 0     |
| World Wide Racing/Garvey Team Lotus | 1971   | Lotus-Pratt & Whitney | 1          | 0     |
| World Wide Racing/Garvey Team Lotus | 1972   | Lotus-Ford            | 1          | 9     |

### Kända förare i andra stall
- Joakim Bonnier, Jo Bonnier (1969)
- Jack Brabham, Brabham (1962, 1963)
- Mike Hailwood, Reg Parnell Racing (1963, 1964, 1965)
- Graham Hill, R R C Walker (1970)
- Phil Hill
  - Ecurie Filipinetti 1963
  - Phil Hill Racing (1966)
- Stirling Moss, R R C Walker (1960, 1961)
- Peter Revson
  - Reg Parnell Racing (1964)
  - Revson Racing (1964)
- Jo Siffert
  - Ecurie Nationale Suisse (1962)
  - Ecurie Filipinetti (1962)
  - Siffert Racing Team (1963, 1964)
  - R R C Walker  (1968, 1969)
- Maurice Trintignant, R R C Walker (1962)